# Sailly-lez-Lannoy

Sailly-lez-Lannoy este o comună în departamentul Nord, Franța. În 1 ianuarie 2022 avea o populație de 1.936 de locuitori.